# Primalkinskoïe
Primalkinskoïe (Прима́лкинское) est un village de Kabardino-Balkarie dans le sud de la fédération de Russie (Caucase du Nord). Sa population était de 4 636 habitants en 2010. C'est le centre administratif de la municipalité rurale de Primalkinskoïe qui comprend cinq localités dont le village de Primalkinskoïe et les hameaux de Novo-Troïtsky (193 habitants en 2010), Novo-Voznessensky (166 habitants) et Matveïevsky (244 habitants) et le village de Novo-Pokrovsky (1 100 habitants).

## Géographie
Le village est situé dans la partie sud du raïon de Prokhladny, sur la rive droite de la Malka, en face de la ville de Prokhladny.
Il est limité par les localités suivantes : Prokhladny au nord, Novo-Pokrovsky à l'est et Novo-Troïtsky à l'ouest.
Primalkinskoïe se trouve dans la plaine de Kabardie à l'entrée des contreforts du Caucase, à 202 mètres d'altitude. Le relief est plat avec de nombreuses petites collines, tandis que la vallée de la Malka est découpée. Le réseau hydrologique se compose de la Malka et le lac Komsomolskoïe à l'ouest du village.
Le climat est tempéré avec du moyenne de +30° en juillet et de -7° en janvier. Les précipitations sont de 480 mm/an. Les vents dominants viennent de l'est et du nord-ouest.
La partie nord du village est contre Prokhladny et constitue presque un faubourg de la ville.

## Histoire
Le village a été fondé en 1891 par des paysans colons venus des gouvernements du centre de l'Empire russe, paysans grands-russiens ou petits-russiens, sur des terrains achetés ou loués aux princes kabardes de la famille Tyjev, situés entre la rivière Malka et la rivière Baksanionok.
À l'origine, le village se nommait Komarovsky. Il s'est uni en 1901 à la colonie rurale voisine Tsigoulievsky. Il a reçu le statut de village en 1911 et le nom de Primalkinskoïe (ce qui signifie « au bord de la Malka »). De 1924 à 1931, Primalkinskoïe était le chef-lieu du raïon de Primalkinskoïe de la République socialiste soviétique autonome kabardino-balkare. En 1931, le chef-lieu a été transféré à la stanitsa de Prokhladnaïa (Prokhladny aujourd'hui).

## Population
La population est constituée de Russes et d'Ukrainiens à grande majorité orthodoxes, avec quelques Meskhètes, Arméniens et Kabardes. Elle était de 4 732 habitants en 2002, de 4 646 en 2009 et de 4 636 en 2010.

## Enseignement
- École primaire et moyenne n°1, 150 rue Knych
- École maternelle et jardin d'enfants n°1

## Culture
- Centre culturel
- Centre culturel des cosaques du Terek